# Глинский, Иван Львович
Ива́н Льво́вич Гли́нский по прозвищу Мама́й (около 1460 — до 1522) — князь из рода Глинских, наместник и воевода.
Старший сын князя Льва Борисовича Глинского. Внук Бориса Ивановича Глинского.

## Биография
Впервые упоминается по поводу получение с братьями Василием и Фёдором данины с корчем и мыта (1482 и 1488). Ездил с посольством от великого князя литовского Александра к крымскому хану Менгли-Гирею, где по настоянию московского посла Заболоцкого был задержан в Крыму (1492). Послан великим князем Александром к наместнику смоленскому Глебовичу (1493). Находился в числе лиц встречавших в Маркове великую княжну Елену Ивановну, невесту великого князя литовского Александра (1495). Наместник ожский и переломский (1495). Хорунжий земский (1501). Отставлен от должности хорунжий, но с сохранением всех прежних званий (1502). Маршалок господарский (1501—1507), воевода киевский (1505-1507). Основные владение князя находились в Киевском повете. Великий князь литовский Казимир пожаловал ему в Стародубском повете четырёх крестьян с землями  пашенными и бортными, сенокосами, реками и бобровыми гонами. Великий князь Александр пожаловал сельцом Смолиным. Получил подтверждение на Вейсе в Перевальском повете в вечное владение (1501). Великий князь Сигизмунд отнял у князя Ивана Львовича воеводство киевское и дал вместо него Новогрудское воеводство (1507). В грамоте, по такому случаю, Сигизмунд старается доказать, что такой переменой не уменьшается честь князя Ивана, который сохраняет титул маршалка и получает место в Раде, возле старосты Жмудского. В действительности, Сигизмунд не хотел оставлять Киев в руках князя Ивана Львовича, родного брата князя Михаила Глинского, которого подозревали в намерении восстановить великое княжество Русское.
Иван Львович поддержал своего младшего брата Михаила, поднявшего мятеж против центральной власти (1508). После поражения вместе с другими мятежниками перебрался в Москву, где получил от великого князя в вотчину Медынь. Литовские имения в Киевском повете были отданы: Каменовская и Боровская волости — князю Дубровицкому, Сущаны —  князю Корецкому, Новый и Старый Руит, Токанов, Очков и др. полученные им от первой жены — Ивашенцовичам (лето 1508).
После ареста брата Михаила Львовича утратил политическое влияние. Его сын Александр и другие дети умерли в молодости.
Жена — дочь Романа Ивашенцовича.